# Krummrüssliger Stockrosen-Spitzmausrüssler
|                                |                           |
| Abb. 1: Seitenansicht          | Abb. 2: Kopf              |
|                                |                           |
| Abb. 3: Schildchen (bräunlich) | Abb. 4: Unterseite Rüssel |
|                                |                           |
| Abb. 5: Unterseite             | Abb. 6: Vorderansicht     |

Der Krummrüsslige Stockrosen-Spitzmausrüssler (Alocentron curvirostre) ist ein Käfer aus der Unterfamilie der Apioninae innerhalb der Familie der Langkäfer (Brentidae). Alocentron wurde traditionell als Untergattung der Gattung Apion geführt. In Europa gibt es außer Alocentron curvirostre keine weitere Art der Gattung Alocentron.
Der Namensteil „Krummrüsslig“ ist die Übertragung des Artnamens curviróstris (von lat. „cúrvus“ „gekrümmt“ und „róstrum“ „Rüssel“) ins Deutsche und benennt den gekrümmten Rüssel. Das Tier kommt fast ausschließlich auf der Stockrose vor und der Namensteil Spitzmausrüssler weist auf die Zugehörigkeit zu den traditionell unter Apion zusammengefassten Arten.

## Merkmale des Käfers
Der kleine Käfer mit der typischen birnenförmigen Figur der Apioninae erreicht eine durchschnittliche Länge von etwas über drei Millimeter. Die Färbung mit metallisch blau bis blaugrünen Flügeldecken und weniger metallisch glänzendem sowie dunklerem Kopf und Halsschild treffen wir bei vielen Arten der Familie an.
Der flache Kopf ist nach vorn in einen sehr charakteristischen Rüssel ausgezogen, der beim Weibchen etwa so lang wie Kopf und Halsschild gemeinsam ist, beim Männchen etwas länger. Im Unterschied zu den übrigen Arten der Unterfamilie ist der Rüssel aber ziemlich dick, über die ganze Länge gleichbleibend dicker als die Schenkel der Vorderbeine. Außerdem ist er gleichmäßig stark gekrümmt und dicht punktiert. Auf der Unterseite besitzt er eine breite Rinne, welche mit sehr feinen Härchen besetzt ist (Abb. 4). Die elfgliedrigen Fühler sind nicht gekniet, die letzten drei Fühlerglieder bilden eine zugespitzte Keule, die mehr als doppelt so dick wie die dünne Fühlergeißel ist. Die etwas abgesetzte Spitze der Keule täuscht ein viertes Keulenglied vor. Die Augen sind längsoval und nur wenig hervorstehend (Abb. 2).
Der Halsschild ist nach vorn verengt und kurz hinter dem Vorderrand leicht eingeschnürt (Abb. 2). Er ist wie der Kopf und der Rüssel dicht gedrängt punktiert.
Die länglich ovalen Flügeldecken sind an der Basis zusammen so breit wie der Halsschild, verbreitern sich aber nach hinten länglich eiförmig und schließen gemeinsam verrundet ab. Sie haben feine Punktstreifen mit breiten Zwischenräumen. Diese sind sehr fein behaart. Das Schildchen ist rinnenförmig vertieft (Abb. 3).
Schenkel und Schienen sind zahnlos, die Tarsen viergliedrig. Die Klauen sind an der Basis zahnförmig erweitert.

## Biologie
Die Art gehört zusammen mit Aspidapion validum und Rhopalapion longirostre zu den drei mitteleuropäischen Arten der Familie, die sich fast ausschließlich in der Stockrose entwickeln. Aus Israel werden noch weitere Wirtspflanzen gemeldet. Alle drei Arten haben ihre Heimat im Osten und konnten sich erst in den letzten Jahren in Mitteleuropa etablieren. Die Imagines sind von Mai bis August an der Wirtspflanze anzutreffen.
Die stenotope Art bewohnt Habitate, die warm und trocken sind. In Baden-Württemberg liegen die wenigen Funde zwischen 270 und 635 Meter Höhe. Die Imagines fressen Blätter, die Larven entwickeln sich im Mark der Stängel.

## Verbreitung
Die Art kommt in einem Streifen von Polen bis Bulgarien vor, außerdem im südlichen Teil des europäischen Russlands und in Vorderasien. Im deutschsprachigen Raum liegen ältere Meldungen nur aus Österreich vor. Die Art ist in Ausbreitung begriffen. 2005 wurde sie erstmals für Deutschland nachgewiesen. Allerdings erwähnt schon Reitter auch Bayern als Fundort.

## Gefährdung
Die neobionte Art gilt in Deutschland als ungefährdet.